# Octomilka japonská
Octomilka japonská (Drosophila suzukii) je druh malého dvoukřídlého hmyzu. Je škůdcem dozrávajících plodů ovoce s tenkou pokožkou, který se v posledních letech invazním způsobem velice rychle šíří do nových oblastí, kde působí závažné škody. Napadá mnoho druhů ovoce, přičemž začíná škodit až ve fázi těsně před zralostí, kdy je již obtížné zajistit insekticidní ochranu. Drosophila suzukii je organizací EPPO doporučena členským státům regulovat jako karanténní škodlivý organismus.

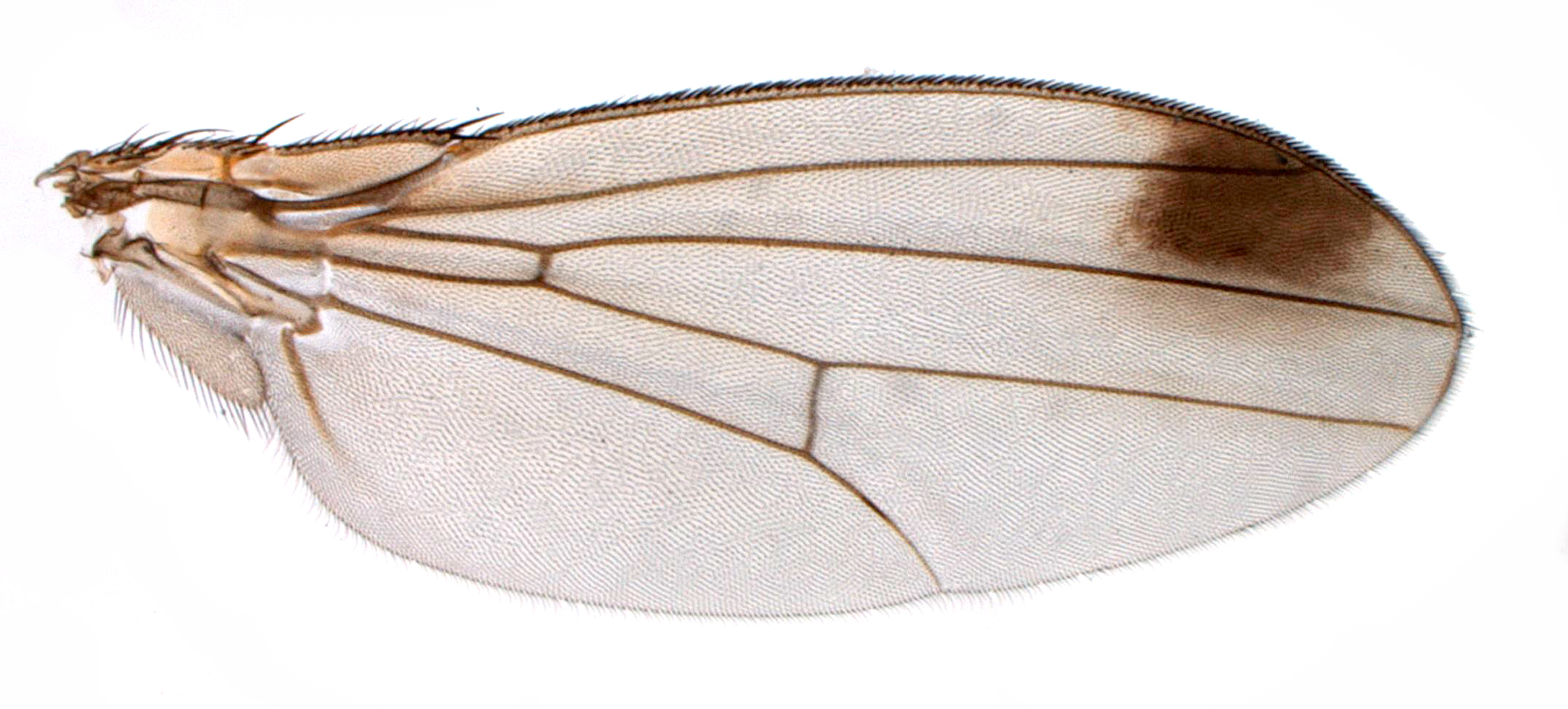
Octomilka, křídlo, samec.

## Rozšíření
Druh D. suzukii byl popsán z Japonska z ostrova Honšú, není ale jisté, zda jde o místo původního výskytu, či zda nebyl do Japonska zavlečen z jiných oblastí jihovýchodní Asie. Kromě Japonska je v Asii dále znám z Číny (východní část), z Tchaj-wanu, Korejské republiky, KLDR, Ruska (Dálný východ), Indie (nejsevernější část), Pákistánu, Myanmaru a Thajska. V roce 1980 byl druh D. suzukii zjištěn na Havaji, neověřené zůstávají údaje o výskytu v Kostarice a Ekvádoru z let 1997-1998. První ověřený výskyt v Severní Americe v Kalifornii ve Spojených státech je z roku 2008, kde souběžně se zjištěním dospělců byly pozorovány škody na plodech maliníku a jahodníku. V roce 2009 bylo pozorováno rychlé šíření D. suzukii v Kalifornii a v dalších státech na západním pobřeží Severní Ameriky, v Oregonu, Washingtonu a v Britské Kolumbii v Kanadě, výskyt však byl potvrzen i na jihovýchodě USA (Florida). V roce 2010 byla octomilka dále zjištěna v Utahu i ve státech na východě USA (Jižní Karolína, Louisiana, Michigan, Severní Karolína, Wisconsin) a v kanadských provinciích na jihu Kanady od západu na východ (Alberta, Manitoba, Ontario, Québec). V roce 2011 přibyly v USA další zamořené státy: Maryland, Montana, New Jersey, Pensylvánie a Virginie. V roce 2011 byl hlášen výskyt octomilky z Mexika.

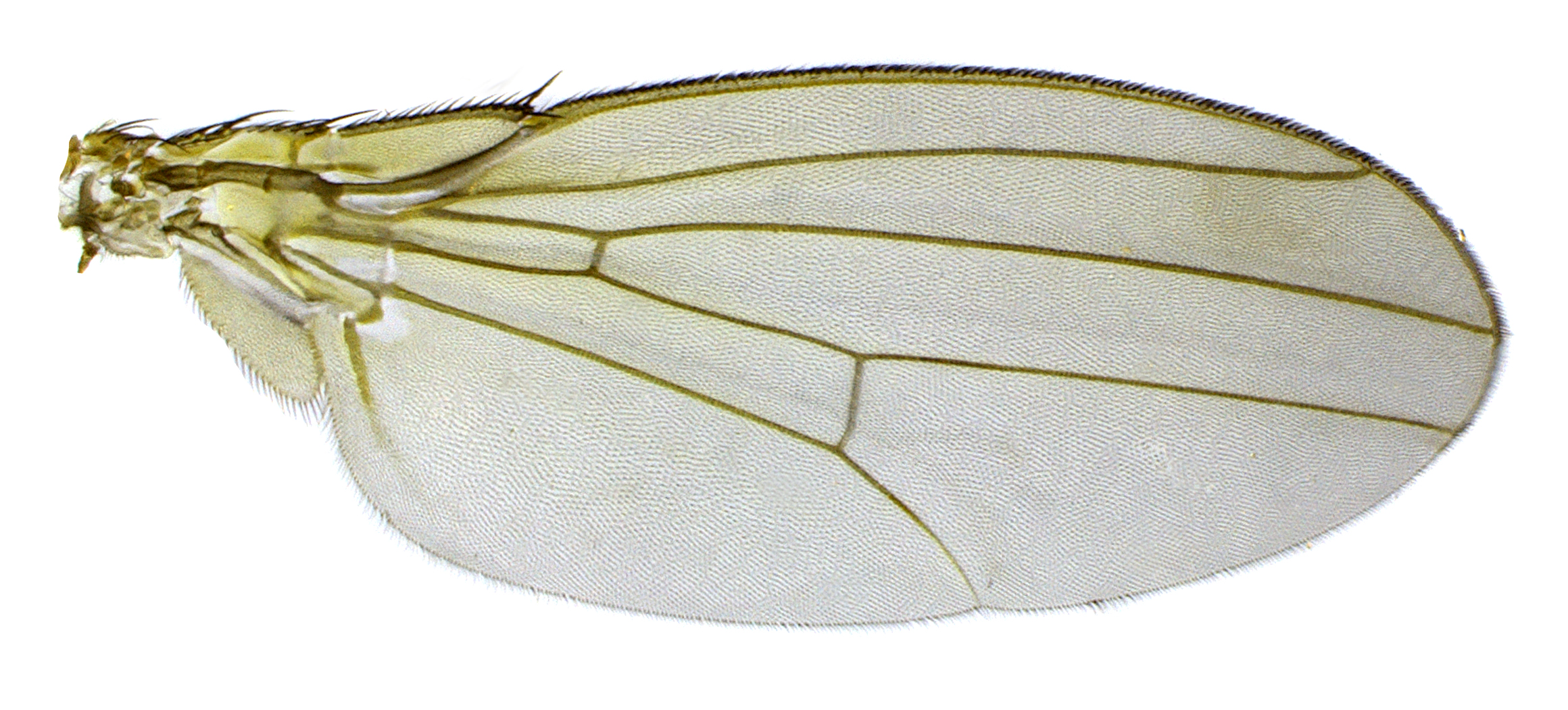
Octomilka, křídlo, samice.

### Výskyt v Evropě
První údaje o výskytu D. suzukii v Evropě pocházejí ze Španělska z podzimu 2008 z Katalánska, v dalších letech byly nálezy hlášeny i z autonomních společenství Andalusie, Murcie a Navarra. Ve Francii byl výskyt D. suzukii zjištěn v roce 2009 v departementu Alpes-Maritimes (region Azurové pobřeží), škody působené tímto druhem na třešních na Korsice a na jahodách v regionu Azurové pobřeží byly hlášeny v roce 2010. V Itálii byla octomilka poprvé objevena v roce 2009 na drobném ovoci v regionu Trentino-Alto Adige, kde došlo současně i ke škodám. Ve Slovinsku byly první výskyty D. suzukii pozorovány na podzim 2010 v západní a střední části země. V červenci 2011 byl hlášen první výskyt octomilky ze Švýcarska. V Německu byl výskyt hlášen v roce 2011 ve spolkových zemích Bádensko-Württembersko, Bavorsko a Porýní-Falc. V Belgii byl v listopadu 2011 odchycen jeden samec D. suzukii v soukromé zahradě. V Rakousku byla octomilka v roce 2012 nalezena ve spolkových zemích Tyrolsko, Korutany a Štýrsko na malinách, kiwi a bezinkách, zdroj výskytu však nebyl objasněn. Protože v EU dosud nebyl proveden plošný úřední průzkum, dá se předpokládat, že skutečné současné rozšíření octomilky bude větší, než je zatím zjištěno. octomilka D. suzukii má status karanténního škodlivého organismu má již pro Austrálii a Nový Zéland.

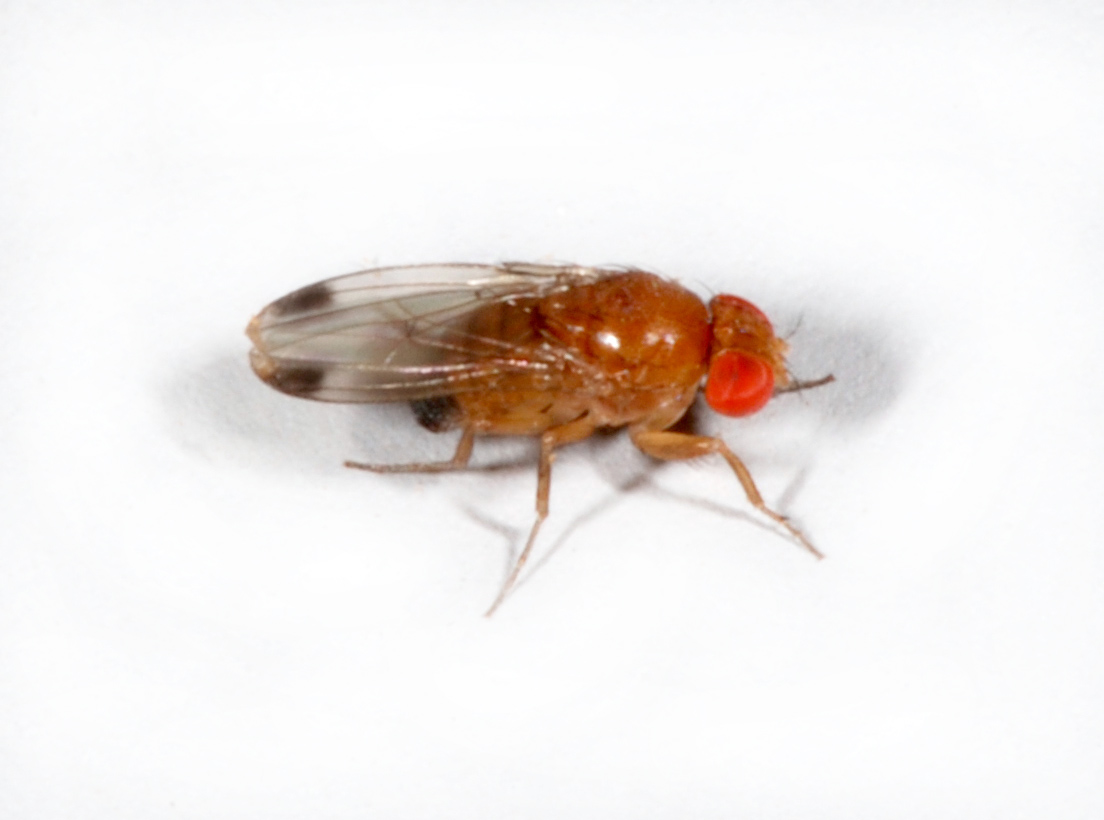
Samec

### Rozšíření v Česku
Státní rostlinolékařská správa zahájila cílený úřední průzkum výskytu D. suzukii na území ČR v roce 2011. Průzkum se provádí odchytem dospělců do lapáků s návnadou, způsobem popsaným v části ochrana a fytosanitární opatření. Na základě rozhodnutí fytosanitárních orgánů EU nebude tento druh regulovat v rámci fytosanitární legislativy EU a je proto třeba se zaměřit na systém ochrany proti tomuto škůdci a doplnění metod integrované ochrany o opatření, která by výskyt octomilky udržovala pod hranicí hospodářského prahu škodlivosti.

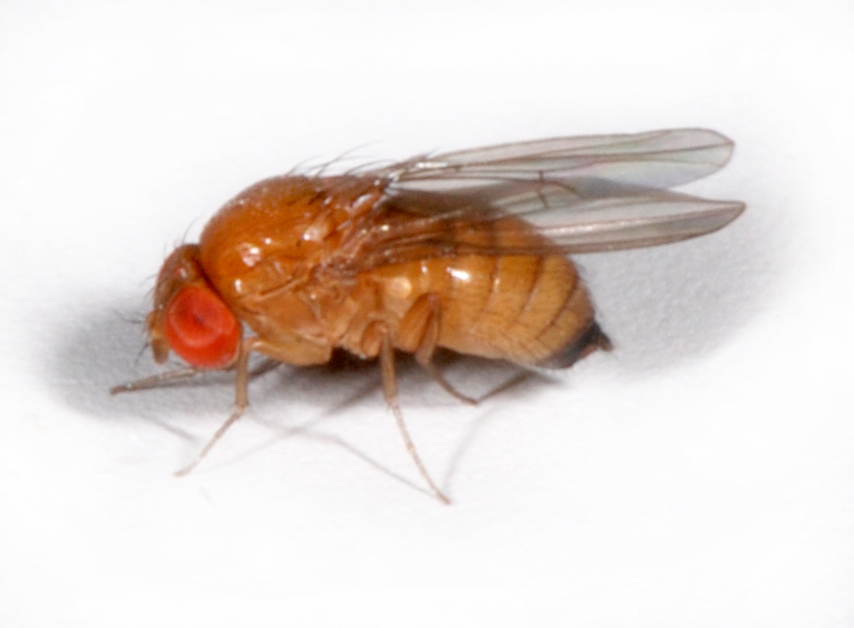
Samice

V ČR i na Slovensku byla octomilka japonská zjištěna v roce 2014. Klimatické modely potvrzují, že většina území EU má vhodné podmínky pro usídlení D. suzukii, přičemž v severní části Evropy může octomilka mít 3 generace ročně, zatímco v nejjižnější části až 12 generací za rok. Pro území ČR se dá odhadnout 3–5 generací ročně.

## Hostitel
D. suzukii je vysoce polyfágní, larvy se vyvíjejí v dozrávajících plodech drobného ovoce, jako jsou maliny, ostružiny, jahody, borůvky, rybíz, bezinky, plody temnoplodce (Aronia spp.), ale i v plodech vinné révy, dále v třešních a višních (zejména raných), meruňkách, broskvích, fících, v plodech tomelu (kaki), aktinidie (kiwi) a v dalším ovoci. Octomilka se vyvíjí i v plodech divoce rostoucích rostlin, které mohou být rezervoárem patogena a zdrojem napadení pěstovaných plodin. 

## Popis

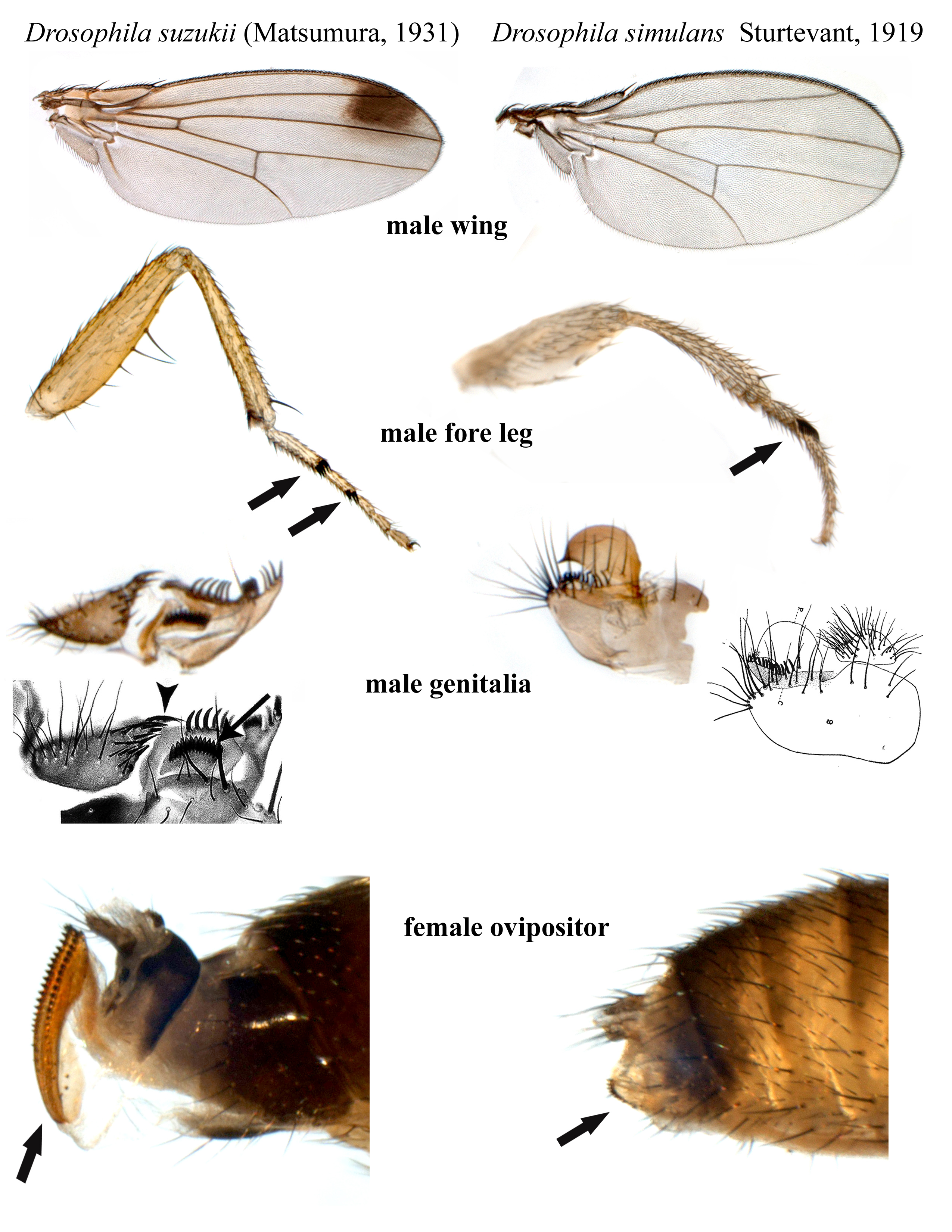
Morfologe

Dospělci octomilky D. suzukii mají charakteristické znaky čeledi Drosophilidae.
Jsou to drobné mušky s jasně červenýma očima, krátkými tykadly zakončenými ochmýřenou štětinou, hlava a hruď jsou hustě ochlupené. Rozpětí křídel dosahuje 5–6,5 mm. Tělo má žlutohnědou barvu, na zadečku jsou nepřerušované příčné černé proužky. Samci D. suzukii jsou velcí 2,6–2,8 mm, mají většinou dobře vyvinutou nápadnou tmavou skvrnu na vnější části předního okraje křídel a na prvním a druhém chodidlovém článku předních chodidel mají výrazné hřebínky štětinek. Samice nemají tmavé skvrny na křídlech ani tarsální hřebínky, jsou o něco větší než samci (3,2–3,4 mm) a mají velké, ostré, pilovitě ozubené kladélko, které jim umožňuje proniknout skrz pokožku zdravých plodů. Kombinaci těchto znaků, tj. tarsálních hřebínků a skvrnek na křídlech u samců a pilovitého kladélka u samic, nemá žádný jiný palearktický ani nearktický druh rodu Drosophila.
Vajíčka jsou průsvitná, mléčně bílá, lesklá. Larvy jsou bělavé až krémové, válcovité, v přední části těla zúžené, bývají 3,5 mm velké. Kukla je ukryta v červenohnědém soudečkovitém pupáriu, dlouhém 2–3 mm. 

## Biologie
Reprodukce tohoto druhu je velmi rychlá, jak bývá u octomilek obvyklé, délka vývoje z vajíčka do dospělce závisí na teplotě a trvá při teplotě 25 °C 8–10 dnů, při teplotě 15 °C 21–25 dnů. V optimálních klimatických podmínkách může mít D. suzukii ročně až 15 generací, v Japonsku má ročně až 13 generací do roka, v Kalifornii 3–10 generací. I poměrně malá populace se může v průběhu jednoho vegetačního období zmnohonásobit a způsobit ekonomické škody. K páření dochází 2–3 dny po vylíhnutí. 
Samci D. suzukii vábí samice k páření ovíváním jejich křídel a poklepáváním na nohy. Samice klade zpravidla 1–3 vajíčka do jednoho plodu, 7–13 vajíček denně, v průběhu života může naklást 200–400 vajíček. Preferuje plody, které se začínají vybarvovat, plody zelené nebo přezrálé jsou pro samice mnohem méně atraktivní. Stadium vajíčka trvá 1–3 dny. Larva má 3 vývojové stupně a živí se dužinou plodů. Kuklí se uvnitř plodu nebo mimo něj v půdě. Stadium kukly trvá 4–16 dnů. Vývoji octomilky vyhovuje vysoká vzdušná vlhkost, octomilka preferuje teploty 20–25 °C, nepříznivé jsou pro ni naopak tuhé zimy a vysoké letní teploty přes 30 °C. Dospělci žijí 3–9 týdnů a jsou také stadiem, které přezimuje. (U přezimujících dospělců je délka života větší.) Podle údajů z Japonska končí aktivita dospělců v listopadu, když minimální teploty poklesnou pod 5 °C. Octomilka přezimuje na divoce rostoucích hostitelských rostlinách pod listím nebo mezi kamínky, nebo na chráněných místech, jako jsou hromady kompostu nebo sklady. 

## Příznaky napadení

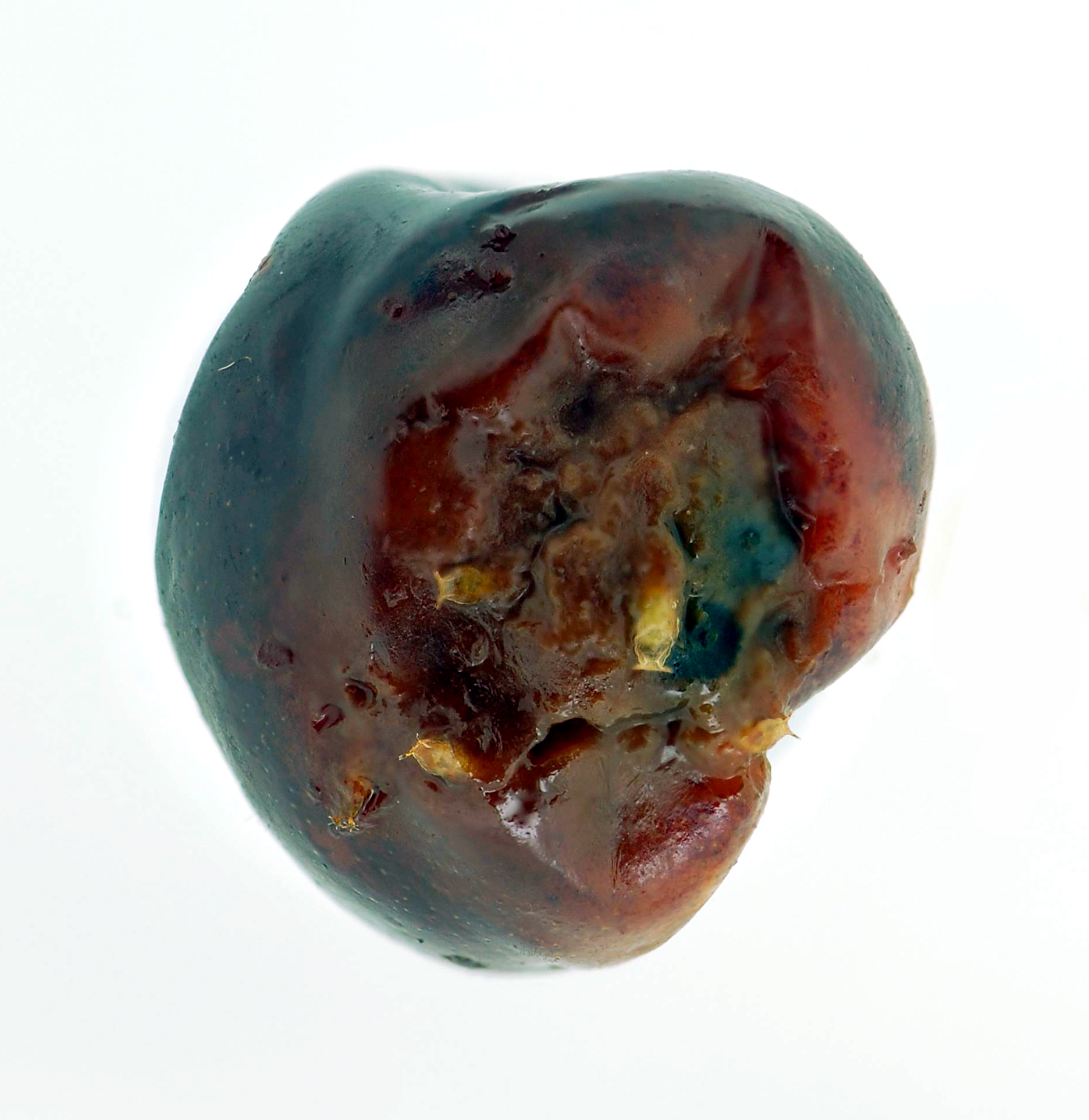
Drosophila suzukii, poškození plodu třešně v Kalifornii.

V místech žíru larev se na plodech objevují vpadlé oblasti nebo skvrny. Sekundární houbové nebo bakteriální infekce vedou k rychlé hnilobě napadených plodů. 

### Možnost záměny
Napadené plody mohou být dále poškozovány jiným hmyzem, např. brouky z čeledi lesknáčkovitých (Nitidulidae). Při zjištění larev v plodech může dojít k záměně s jinými škodlivými druhy hmyzu, např. s vrtulí třešňovou (Rhagoletis cerasi) u třešní nebo s malinovníkem plstnatým (Byturus tomentosus) u maliníku. 

## Způsoby šíření
Dospělci mohou přeletovat na větší vzdálenosti. I když konkrétní údaje pro D. suzukii nejsou k dispozici, u příbuzných druhů octomilek byly pozorovány přelety do vzdálenosti 45 km v rámci jedné generace. V Evropě byli dospělci D. suzukii odchyceni v nadmořské výšce přes 1500 m, což dokládá, že ani hory nejsou dostatečnou přírodní bariérou k zabránění šíření tohoto druhu přirozeným způsobem. Na pěstované plodiny mohou naletovat z divoce rostoucích hostitelů jako je třešeň ptačí (Prunus avium) nebo brusnice borůvka (Vaccinium myrtillus). Na velké vzdálenosti se šíří především napadenými plody s měkkou pokožkou, z nichž jsou nejčastěji předmětem mezinárodního obchodu jahody, třešně, broskve, meruňky, maliny, ostružiny, borůvky a hrozny vína. Riziko šíření jinou cestou, např. rozmnožovacím materiálem hostitelských rostlin, je nízké, neboť hostitelské druhy se většinou expedují bez kořenového balu a v době, kdy ještě neplodí. O něco vyšší riziko je u rostlin brusnice, které se často prodávají hrnkované.

## Význam

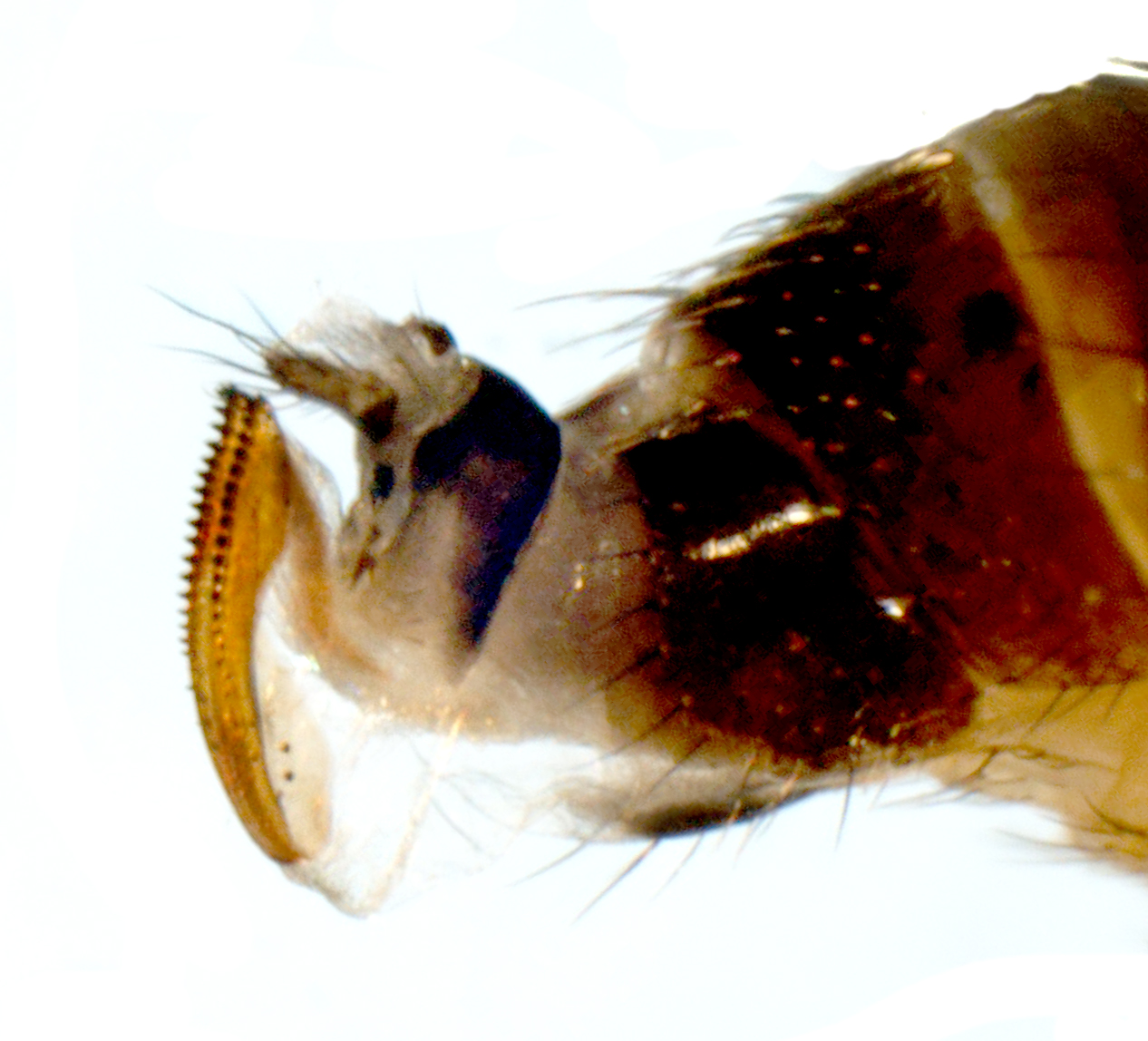
Drosophila suzukii, kladélko, samice.

Hospodářské ztráty při rozšíření octomilky mohou být vysoké, což potvrdila i analýza rizika, provedená pro území EU. Napadené plody jsou neprodejné a podléhají rychlé zkáze. Možnosti ošetřování proti D. suzukii jsou limitované jednak tím, že většina vývojových stadií je ukryta uvnitř plodů, jednak ochrannými lhůtami omezujícími možnost insekticidního ošetřování ovoce v období před sklizní. Kromě přímých škod zničením nebo snížením kvality části produkce lze očekávat zvýšené náklady na monitoring octomilky, na hygienická opatření, třídění sklizených plodů i na cílenou ochranu, což může v důsledku vést ke zvyšování spotřebitelských cen. „Červivost“ tržního ovoce může vést k odklonu zájmu spotřebitelů o jeho nákup. 
Pěstitelé v místech rozšíření octomilky musejí počítat se změnami v systémech ochrany proti škodlivým organismům. V Itálii a ve Švýcarsku byly zjištěny vážné škody na jahodníku, maliníku, ostružiníku a borůvkách. Ve Francii byly kromě těchto plodů vážně poškozeny třešně, menší škody jsou hlášeny na meruňkách a broskvoních. Ve Slovinsku byl první výskyt zjištěn na plodech révy Vitis labrusca, nebyly však zatím pozorovány vážné ztráty. Konkrétní příklad ztrát vzniklých v důsledku rozšíření octomilky je z Itálie, kde jen v regionu Trentino-Alto Adige byly škody z let 2010 a 2011 odhadnuty na 8 milionů €. Závažné hospodářské škody způsobené octomilkou byly publikovány u plodů jahodníku, meruněk, třešní, broskvoní, dále u plodů různých druhů ostružiníku, např. ostružiníku sladkoplodého (Rubus armeniacus), maliníku (Rubus idaeus), ostružiníku křovitého (Rubus fruticosus agg.), ostružiníku dřípeného (Rubus laciniatus), Rubus x loganobaccus, Rubus ursinus ad., dále u borůvek, kiwi, fíkovníků aj. Do plodů s tvrdší pokožkou, například do jablek, hrušek, bobulí některých odrůd révy, kterou kladélko samice nepronikne, mohou být vajíčka kladena v místech poškození těchto plodů (poranění kroupami, rozpraskání). 
Ekonomický dopad D. suzuki i na ovocné plodiny významně negativně ovlivňuje širokou škálu ovoce ve Spojených státech, třešně, borůvky, hroznové víno, nektarinky, hrušky, švestky, broskve, maliny, jahody. Odhady ztrát z prvních let se velmi liší, od zanedbatelných až po 80% ztráty v závislosti na umístění a plodině. V důsledku napadení vznikla v roce 2008, v prvním roce kdy byla D. suzukii vznikla v Kalifornii škoda 500 000 000 dolarů. Hospodářské ztráty jsou nyní hlášeny po celé Severní Americe a v Evropě, jak se octomilka šíří do nových oblastí.
Riziko šíření D. suzukii při obchodu s ovocem v EU je velké vzhledem k objemu obchodu a k tomu, že obchodování ovocem v EU nepodléhá fytosanitární regulaci. 

## Ochrana rostlin
Opatření zaměřená na eradikaci (vyhubení) D. suzukii v místech rozšíření tohoto druhu, stejně jako opatření zaměřená na zabránění jeho dalšího šíření v rámci EU, nejsou dostupná a proveditelná. 

### Prevence
Ochrana proti možným škodám by měla spočívat v potlačování D. suzukii integrovanou strategií ochrany, udržující její populace pod prahem hospodářské škodlivosti. Tato strategie by měla zahrnovat insekticidní ošetřování, odstraňování napadeného materiálu a vhodné způsoby jeho likvidace, při silném napadení úplné zničení sklizené produkce, monitoring anebo masové odchyty pomocí lapáků s návnadou, využívaní raných odrůd apod. Při pěstování náchylných rostlin ve sklenících nebo fóliovnících je také možná fyzická ochrana pomocí sítí s průměrem oček menším než 0,98 mm.
Účinnost systému ochrany proti octomilce ztěžuje široký okruh hostitelů a krátký vývojový cyklus. Základem úspěšného systému ochrany je zvládnutý monitoring výskytu dospělců, aby byl jejich výlet zjištěn ještě před tím, než samice začnou klást vajíčka do plodů. Monitorování výskytu dospělců D. suzukii se provádí jejich odchytem do lapáků s návnadou. Vhodné lapáky jsou např. plastové nádoby s dobře těsnícím víčkem o objemu 250–750 ml (např. plastové obaly od nápojů) se čtyřmi otvory po stranách o průměru 5 mm. Nejlépe vábí octomilku směs octa a vína.
Z výsledků pokusů z USA, publikovaných v roce 2012, sledujících účinnost jednotlivých atraktantů a jejich směsí, vyplývá, že lapáky je nejlepší instalovat v době, kdy teploty neklesají pod 10 °C, nejméně jeden měsíc před začátkem dozrávání plodů, a umístit je na okraje porostů (v blízkosti divoce rostoucích hostitelských rostlin), do porostu, do korun stromů nebo do řádků na zastíněná místa. Odchycený hmyz se vybírá a kontroluje nejméně jednou týdně. Vhodným hygienickým opatřením, které může významně snížit množství octomilek, je včasné odstraňování a likvidace napadených plodů zakopáním a zahrnutím dostatečnou vrstvou zeminy, spálením nebo odvozem v uzavřených nádobách. Kompostování se nedoporučuje, neboť nevede ke zničení všech vajíček a larev v napadených plodech. Vhodným opatřením k omezení populace octomilky je také úplná sklizeň plodů, včetně plodů podřadných, které je nutné vhodným způsobem likvidovat. Dalším doplňkovým opatřením může být skladování sklizených plodů při nízkých teplotách. Skladování třešní po dobu 4 dnů při teplotě okolo 3 °C zahubí vajíčka i larvy v plodech, aniž by došlo k poškození kvality plodů. Velký význam v ochraně proti D. suzukii má koordinace ochranných opatření u všech pěstitelů v zamořeném území a v jeho okolí. Vzhledem k tomu, že je octomilka schopná přeletovat do vzdálenosti několika kilometrů, může být jeden neošetřený porost hostitelských rostlin zdrojem pro napadení okolních porostů. V oblastech intenzivních výsadeb hostitelských plodin by měla být pozornost věnována i volně rostoucím hostitelským rostlinám, opuštěným sadům a zahradám. 

### Biologický boj

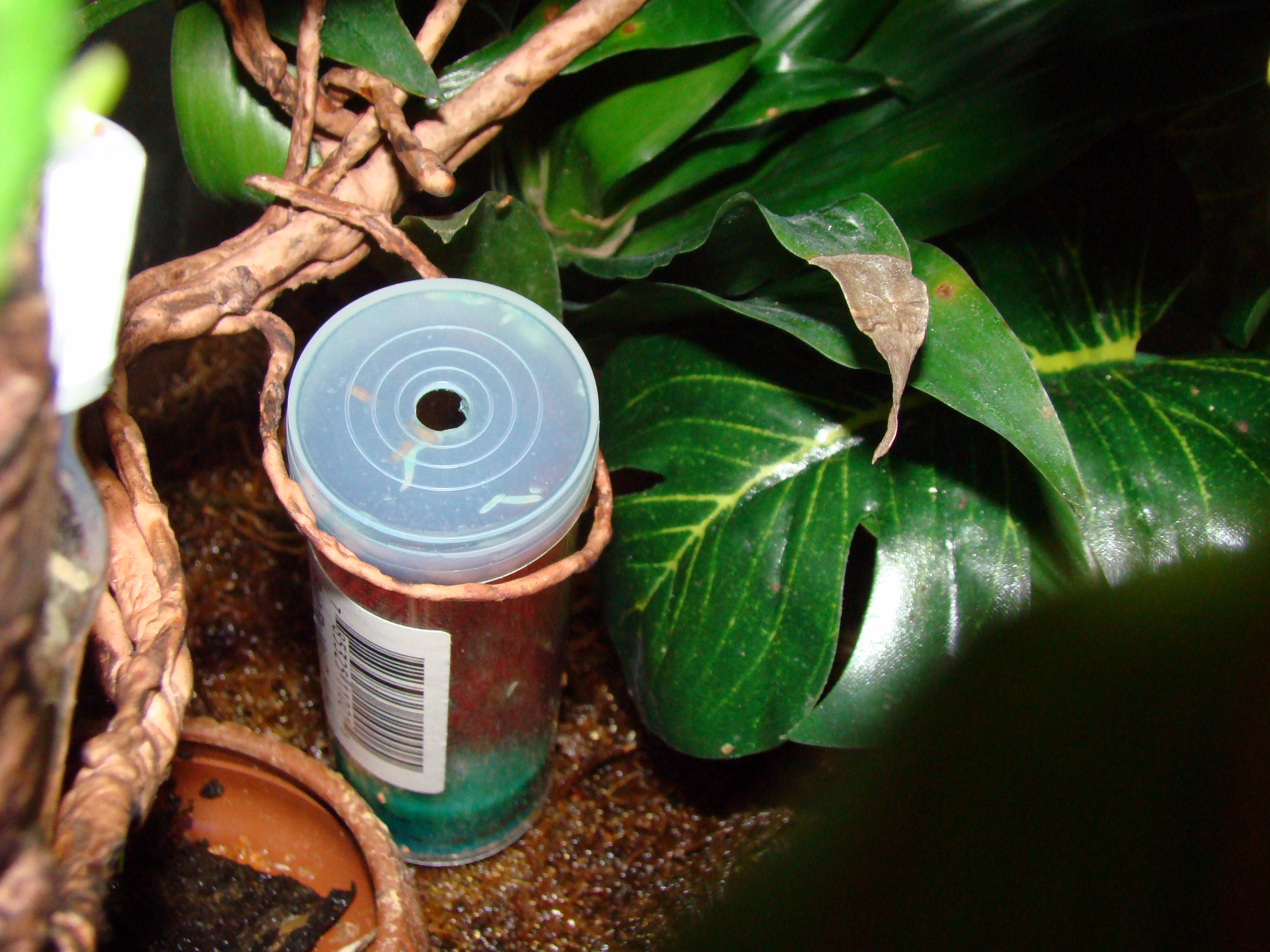
Lapák.

Biologické přípravky na ochranu proti D. suzukii nejsou dosud dostupné. K potenciálně použitelným parazitoidům se řadí některé druhy lumčíkovitých (Braconidae), podle údajů z Japonska k parazitoidům náleží i zástupce rodu Phaenopria z čeledi vejřitkovitých (Diapriidae). V Severní Americe byla pozorována predace D. suzukii dravou plošticí Orius insidiosus z čeledi hladěnkovitých (Anthocoridae). 

### Chemická ochrana
Insekticidní ochrana je účinná, pokud je ošetření provedeno před začátkem kladení vajíček, tj. v době vybarvování plodů a tvorby cukrů. Ke snížení množství octomilek je možné provést i posklizňové ošetření napadených porostů, nebo ošetření v dřívějších fázích vegetace, pokud je monitoringem zjištěna silná populace octomilky. Populace octomilky může být redukována i insekticidy, používanými v rámci systému ochrany proti jiným druhům hmyzu (u třešní např. ochrany proti vrtuli třešňové). V současné době není v ČR registrovaný žádný přípravek na ochranu proti octomilce. Dobrou účinnost okamžitou i reziduální (5–14 dnů) proti octomilce vykazují v zahraničních pokusech insekticidy s účinnými látkami ze skupin pyrethroidů, organofosfátů (dimethoát) a spinosynů (spinosad). Insekticidy s těmito účinnými látkami jsou registrované a používané i v ČR proti některým živočišným škůdcům ovocných plodin a révy. K optimálnímu zajištění ochrany by bylo zřejmě nutné opakované ošetření. Malou účinnost naopak v pokusech v USA vykázaly látky ze skupiny neonikotinoidů. Hlavním problémem ošetřování insekticidy ale je, že vhodné insekticidy nejsou použitelné pro všechny hostitelské plodiny, a že v době, kdy by bylo ošetření proti octomilce nejúčinnější, platí ochranné lhůty, zakazující použití jednotlivých přípravků ve stanoveném intervalu před sklizní. Při vývoji systému ochrany proti octomilce by proto měly být ochranné lhůty u jednotlivých plodin pečlivě posouzeny a ve vhodných případech přehodnoceny. 